# Tommaso di Clare
Tommaso de Clare (in inglese Thomas de Clare; Tonbridge, 1245 circa – Irlanda, 29 agosto 1287) è stato un nobile inglese figlio di Matilde de Lacy e di Riccardo de Clare, VI conte di Gloucester. Ebbe la signoria di Thomond da Edoardo I d'Inghilterra.

## Biografia
Tommaso de Clare nacque intorno al 1245 dal normanno Riccardo di Clare, VI conte di Gloucester e da Matilde de Lacy nel loro castello di Tonbridge, nel Kent.
Cresciuto vicino alla famiglia reale, fu amico del futuro re Edoardo I d'Inghilterra, insieme al quale partecipò all'ottava crociata. Quando Edoardo salì al trono fu nominato governatore di Londra nel 1272, capo delle forze militari nel Munster, in Irlanda, signore di Inchiquin e Youghal; infine il 26 gennaio 1276 gli venne donata la signoria di Thomond nella parte sud-occidentale dell'Irlanda.
Nello stesso anno Tommaso si mise alla testa di un contingente normanno per combattere dei clan insorti nella contea di Wicklow, nell'impresa venne aiutato dal suocero e dal gran giustiziere d'Irlanda. La battaglia che ne seguì fu aspra e vide le forze anglo-normanne battute dai clan rivoltosi.
La rivolta raggiunse anche la sua signoria di Thomond, capeggiata dal nipote del re Toirrdelbach MacTaidg O'Brien, Brian Ruad, al quale era stata tolta. Ruad offrì il suo aiuto a Tomamso e l'accordo prevedeva che i due si sarebbero coalizzati per abbattere O'Brien e che in cambio Ruad avrebbe potuto prendersi le terre intorno a Limerick. L'intesa venne siglata ed O'Brien venne sconfitto, questi si recò quindi a Galway dove chiese aiuto ad un parente per rimettere insieme un esercito. Questo fu il principio di una sanguinosa guerra fra clan ed inglesi che si protrasse oltre la morte di Tommaso e di Ruad.
Tommaso che morì in battaglia il 29 agosto 1287 all'età di quarantatré anni.
Nel febbraio 1275 Tommaso aveva sposato Juliana FitzGerald, insieme si erano stabiliti in Irlanda ed avevano avuto quattro figli:
- Maud de Clare (1276 - 1326 o 1327)
- Gilberto de Clare, signore di Thomond (3 febbraio 1281 - 1308)
- Riccardo de Clare, signore di Thomond (dopo il 1281 - 10 maggio 1318)
- Margaret de Clare (1º aprile 1287 circa - dal 22 ottobre 1333 al 3 gennaio 1334)